# Сиогама
Сиогама (яп. 塩竈市 Сиогама-си) — город в Японии, находящийся в префектуре Мияги. Площадь города составляет 17,86 км², население — 56 085 человек (31 июля 2014), плотность населения — 3140,26 чел./км².

## Географическое положение
Город расположен на острове Хонсю в префектуре Мияги региона Тохоку. С ним граничат город Тагадзё и посёлки Рифу, Ситигахама.

## Население
Население города составляет 56 085 человек (31 июля 2014), а плотность — 3140,26 чел./км². Изменение численности населения с 1980 по 2005 годы:
| 1980 | 61 040 чел. |  |
| 1985 | 61 825 чел. |  |
| 1990 | 62 025 чел. |  |
| 1995 | 63 566 чел. |  |
| 2000 | 61 547 чел. |  |
| 2005 | 59 357 чел. |  |

## Символика
Деревом города считается Prunus leveilleana Koehne cv. Shiogama , цветком — Pseudoliotia pulchella.